# Registre national des lieux historiques dans le comté de Fresno

Localisation du comté de Fresno en Californie

Ceci est la liste des lieux historiques inscrits sur le registre national dans le comté de Fresno en Californie.
C'est censé être une liste exhaustive des propriétés et des districts des lieux historiques du registre national dans le comté de Fresno, en Californie. Les coordonnées de latitude et longitude sont fournies pour la plupart des propriétés et les districts du registre national ; ces localisations peuvent être aperçus sur Google Maps.
Il y a 44 propriétés et districts répertoriés sur le registre national dans le comté, dont un monument historique national.

## Liste actuelle
| Position | ID        | Type | Nom                                                   | Localisation                                                   | Ville             | Date d'inscription | Image | Coordonnées                          | Description |
| -------- | --------- | ---- | ----------------------------------------------------- | -------------------------------------------------------------- | ----------------- | ------------------ | ----- | ------------------------------------ | --- |
| 1        | 100000779 | NRHP | Azteca Theater (en)                                   | 836-840 F St.                                                  | Fresno            | 27 mars 2017       |       | 36° 43′ 44″ nord, 119° 47′ 36″ ouest | |
| 2        | 82000963  | NRHP | Bank of Italy (en)                                    | 1015 Fulton Mall                                               | Fresno            | 29 octobre 1982    |       | 36° 44′ 02″ nord, 119° 47′ 22″ ouest | |
| 3        | 10001117  | HD   | Ben Gefvert Ranch Historic District                   | 4770 W. Whites Bridge Rd.                                      | Fresno            | 7 janvier 2011     |       | 36° 44′ 07″ nord, 119° 51′ 36″ ouest | |
| 4        | 16000468  | HD   | Big Creek Hydroelectric System Historic District (en) | Roughly from Big Creek to Northern Los Angeles                 | Big Creek         | 26 juillet 2016    |       | 37° 19′ 23″ nord, 119° 18′ 58″ ouest | |
| 5        | 03000117  | NRHP | Birdwell Rock Petroglyph Site (en)                    | Adresse restreinte                                             | Coalinga          | 12 mars 2003       |       |                                      | |
| 6        | 83001178  | NRHP | H. H. Brix Mansion                                    | 2844 Fresno St.                                                | Fresno            | 15 septembre 1983  |       | 36° 44′ 31″ nord, 119° 46′ 56″ ouest | |
| 7        | 82002175  | NRHP | Coalinga Polk Street School (en)                      | S. 5th and E. Polk Sts.                                        | Coalinga          | 6 mai 1982         |       | 36° 08′ 11″ nord, 120° 21′ 15″ ouest | |
| 8        | 96000911  | NRHP | Dinkey Creek Bridge (en)                              | Off Dinkey Creek Rd., W of Camp Fresno, Sierra National Forest | Dinkey Creek (en) | 5 septembre 1996   |       | 37° 04′ 02″ nord, 119° 09′ 14″ ouest | |
| 9        | 78000662  | NRHP | Einstein House (en)                                   | 1600 M St.                                                     | Fresno            | 31 janvier 1978    |       | 36° 44′ 33″ nord, 119° 47′ 34″ ouest | |
| 10       | 77000293  | NRHP | Forestiere Underground Gardens (en)                   | 5021 W. Shaw Ave.                                              | Fresno            | 28 octobre 1977    |       | 36° 48′ 26″ nord, 119° 52′ 51″ ouest | |
| 11       | 82000964  | NRHP | Fresno Bee Building (en)                              | 1555 Van Ness Ave.                                             | Fresno            | 1er novembre 1982  |       | 36° 44′ 25″ nord, 119° 47′ 41″ ouest | |
| 12       | 84000773  | NRHP | Fresno Brewing Company Office and Warehouse           | 100 M St.                                                      | Fresno            | 5 janvier 1984     |       | 36° 43′ 38″ nord, 119° 46′ 32″ ouest | |
| 13       | 11000932  | NRHP | Fresno County Hall of Records                         | 2281 Tulare St.                                                | Fresno            | 22 décembre 2011   |       | 36° 44′ 10″ nord, 119° 47′ 14″ ouest | |
| 14       | 94000427  | NRHP | Fresno Memorial Auditorium (en)                       | 2425 Fresno St.                                                | Fresno            | 10 mai 1994        |       | 36° 44′ 23″ nord, 119° 47′ 15″ ouest | |
| 15       | 79000474  | NRHP | Fresno Republican Printery Building (en)              | 2130 Kern St.                                                  | Fresno            | 2 janvier 1979     |       | 36° 44′ 01″ nord, 119° 47′ 11″ ouest | |
| 16       | 01001050  | NHL  | Fresno Sanitary Landfill (en)                         | West and Jensen Aves.                                          | Fresno            | 7 août 2001        |       | 36° 42′ 24″ nord, 119° 49′ 37″ ouest | Première décharge moderne des États-Unis, cette décharge fermée est également un site répertorié sur liste des sites Superfund en Californie (en). |
| 17       | 77000123  | NRHP | Gamlin Cabin                                          | Nord-ouest de Wilsonia                                         | Wilsonia          | 8 mars 1977        |       | 36° 44′ 56″ nord, 118° 58′ 13″ ouest | |
| 18       | 86002097  | NRHP | Holy Trinity Armenian Apostolic Church (en)           | 2226 Ventura St.                                               | Fresno            | 31 juillet 1986    |       | 36° 43′ 54″ nord, 119° 46′ 54″ ouest | |
| 19       | 04000333  | NRHP | Hôtel Californian                                     | 851 Van Ness Ave.                                              | Fresno            | 21 avril 2004      |       | 36° 44′ 03″ nord, 119° 47′ 17″ ouest | |
| 20       | 100002910 | NRHP | Hôtel Fresno (en)                                     | 1241-1263 Broadway Plz.                                        | Fresno            | 13 septembre 2018  |       | 36° 44′ 09″ N, 119° 47′ 38″ O        | |
| 21       | 75000426  | NRHP | Kearney Park (en)                                     | 7160 Kearney Blvd.                                             | Fresno            | 13 mars 1975       |       | 36° 43′ 32″ nord, 119° 55′ 04″ ouest | |
| 22       | 82000965  | NRHP | Paul Kindler House                                    | 1520 E. Olive Ave                                              | Fresno            | 29 octobre 1982    |       | 36° 45′ 26″ nord, 119° 47′ 27″ ouest | |
| 23       | 78000291  | NRHP | Knapp Cabin                                           | Ouest de Cedar Grove dans le parc national de Kings Canyon     | Cedar Grove (en)  | 20 décembre 1978   |       | 36° 47′ 02″ nord, 118° 38′ 09″ ouest | |
| 24       | 82002176  | NRHP | Maubridge Apartments                                  | 2344 Tulare St.                                                | Fresno            | 6 mai 1982         |       | 36° 44′ 12″ nord, 119° 47′ 07″ ouest | |
| 25       | 75000427  | NRHP | Meux House (en)                                       | 1007 R St.                                                     | Fresno            | 13 janvier 1975    |       | 36° 44′ 23″ nord, 119° 46′ 53″ ouest | |
| 26       | 16000576  | NRHP | John Muir Memorial Shelter                            | At the top of Muir Pass in Kings Canyon National Park          | Grant Cove        | 15 août 2016       |       | 37° 06′ 43″ nord, 118° 40′ 15″ ouest | |
| 27       | 74000510  | NRHP | Old Administration Building, Fresno City College      | 1101 E. University Ave.                                        | Fresno            | 1er mai 1974       |       | 36° 46′ 04″ nord, 119° 47′ 51″ ouest | |
| 28       | 71000139  | NRHP | Old Fresno Water Tower (en)                           | 2444 Fresno St.                                                | Fresno            | 14 octobre 1971    |       | 36° 44′ 21″ nord, 119° 47′ 11″ ouest | |
| 29       | 78000668  | NRHP | Orange Cove Santa Fe Railway Depot (en)               | 633 E. Railroad Ave.                                           | Orange Cove       | 29 août 1978       |       | 36° 37′ 23″ nord, 119° 18′ 42″ ouest | |
| 30       | 78000663  | NRHP | Alexander Pantages Theater (en)                       | 1400 Fulton St.                                                | Fresno            | 23 février 1978    |       | 36° 44′ 17″ nord, 119° 47′ 40″ ouest | |
| 31       | 78000664  | NRHP | Physicians Building (en)                              | 2607 Fresno St.                                                | Fresno            | 20 novembre 1978   |       | 36° 44′ 26″ nord, 119° 47′ 06″ ouest | |
| 32       | 85000352  | NRHP | Reedley National Bank                                 | 1100 G St.                                                     | Reedley           | 28 février 1985    |       | 36° 35′ 47″ nord, 119° 26′ 58″ ouest | |
| 33       | 84000774  | NRHP | Reedley Opera House Complex                           | 10th and G Sts.                                                | Reedley           | 5 avril 1984       |       | 36° 35′ 49″ nord, 119° 27′ 03″ ouest | |
| 34       | 82002177  | NRHP | Rehorn House                                          | 1050 S St.                                                     | Fresno            | 8 janvier 1982     |       | 36° 44′ 29″ nord, 119° 46′ 50″ ouest | |
| 35       | 82002178  | NRHP | Frank Romain House                                    | 2055 San Joaquin St.                                           | Fresno            | 11 janvier 1982    |       | 36° 44′ 30″ nord, 119° 47′ 46″ ouest | |
| 36       | 05001497  | NRHP | San Joaquin Light & Power Corporation Building (en)   | 1401 Fulton St.                                                | Fresno            | 3 janvier 2006     |       | 36° 44′ 13″ nord, 119° 47′ 41″ ouest | |
| 37       | 91000287  | NRHP | Santa Fe Hotel                                        | 935 Santa Fe Ave.                                              | Fresno            | 14 mars 1991       |       | 36° 44′ 16″ nord, 119° 46′ 56″ ouest | |
| 38       | 76000482  | NRHP | Gare de Fresno                                        | 2650 Tulare St.                                                | Fresno            | 7 novembre 1976    |       | 36° 44′ 18″ nord, 119° 46′ 55″ ouest | |
| 39       | 78000293  | HD   | District historique de Shorty Lovelace                | E of Pinehurst on Kings Canyon National Park                   | Pinehurst         | 31 janvier 1978    |       | 36° 44′ 26″ nord, 118° 31′ 03″ ouest | Une série de cabanes construites par le trappeur Shorty Lovelace.                                                                                  |
| 40       | 78000665  | NRHP | Southern Pacific Passenger Depot (en)                 | 1033 H St.                                                     | Fresno            | 21 mars 1978       |       | 36° 43′ 57″ nord, 119° 47′ 33″ ouest | |
| 41       | 85003145  | NRHP | Stoner House (en)                                     | 21143 E. Welson Ave.                                           | Sanger            | 17 octobre 1985    |       | 36° 45′ 57″ nord, 119° 24′ 26″ ouest | |
| 42       | 92001276  | NRHP | Tower Theatre (en)                                    | 1201 N. Wishon Ave.                                            | Fresno            | 24 septembre 1992  |       | 36° 45′ 28″ nord, 119° 48′ 05″ ouest | |
| 43       | 91000308  | NRHP | Twining Laboratories (en)                             | 2527 Fresno St.                                                | Fresno            | 26 mars 1991       |       | 36° 45′ 29″ nord, 119° 47′ 12″ ouest | |
| 44       | 78000666  | HD   | Warehouse Row                                         | 722, 744, and 764 P St.                                        | Fresno            | 24 mars 1978       |       | 36° 44′ 10″ nord, 119° 46′ 40″ ouest | |
| 45       | 78000667  | NRHP | Y.W.C.A. Building                                     | 1660 M St.                                                     | Fresno            | 21 septembre 1978  |       | 36° 44′ 35″ nord, 119° 47′ 35″ ouest | |